# Videójáték-konzol
A videójáték-konzol (más néven játékkonzol, konzol vagy játékgép) interaktív, elsősorban videójátékok használatára szánt elektromos berendezés, mely elektromos jelet szolgáltat a videójátékok kijelzésére. Kijelzőként leggyakrabban a televízió képernyője vagy monitor szolgál.
A videójáték-konzolok típusai az alábbiakː otthoni és kézi videójáték-konzol, dedikált konzol és mikrokonzol.

## Történelem

### Első generáció (1972–1977)

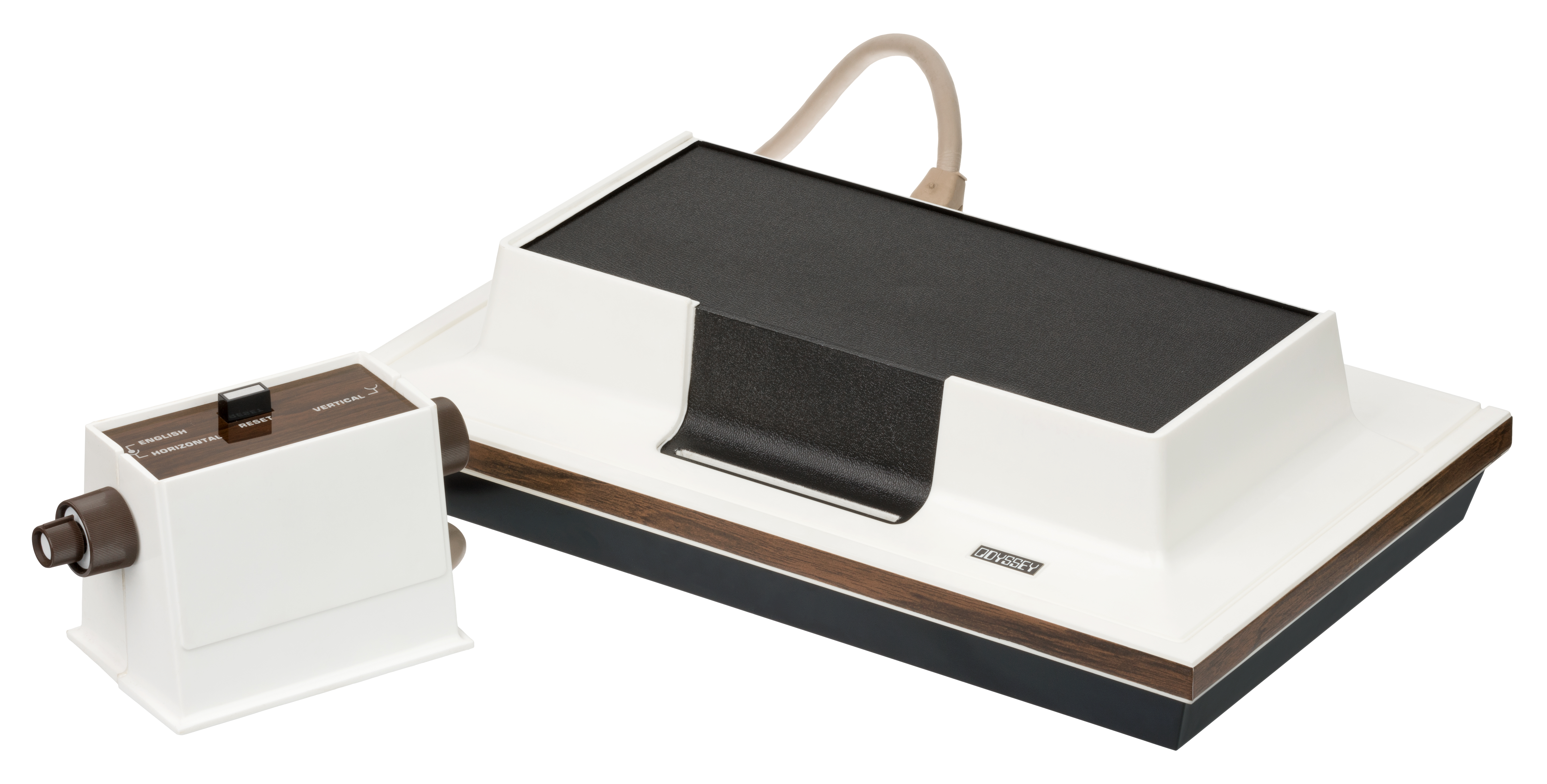
Az 1972-ben kiadott Magnavox Odyssey volt az első videójáték-konzol.

Habár az első videójátékok már az 1950-es években megjelentek, ezek vektoros, nem pedig analóg kijelzőket használtak. Az első TV-hez csatlakoztatható játékkonzolt a Magnavox adta ki, 1972-ben – ez volt a Magnavox Odyssey, Ralph Baer találmánya. Az Odyssey csak mérsékelt sikereket ért el, a széles tömegek az Atari Pong játékának megjelenése után kezdtek el érdeklődni a feltörekvő iparág iránt. 1975 őszére a Magnavox, látva a Pong sikerét, beszüntette az Odyssey fejlesztését, és egy leegyszerűsített terméket, az Odyssey 100-at dobta piacra. Ez a konzol két játékot kínált, a Pongot és egy hoki játékot. Egy másik, „fejlettebb” konzol, az Odyssey 200 is piacra került, ez már megjelenítette a játék állását is, négyszemélyes játékot és egy harmadik játékot (Smash) is kínált. Az Atari Pong konzoljának megjelenésével ugrásszerűen nőtt a felhasználók száma, a piac pedig hamarosan megtelt a pong és ponghoz hasonló játékokat kínáló konzolokkal.

### Második generáció (1976–1984)

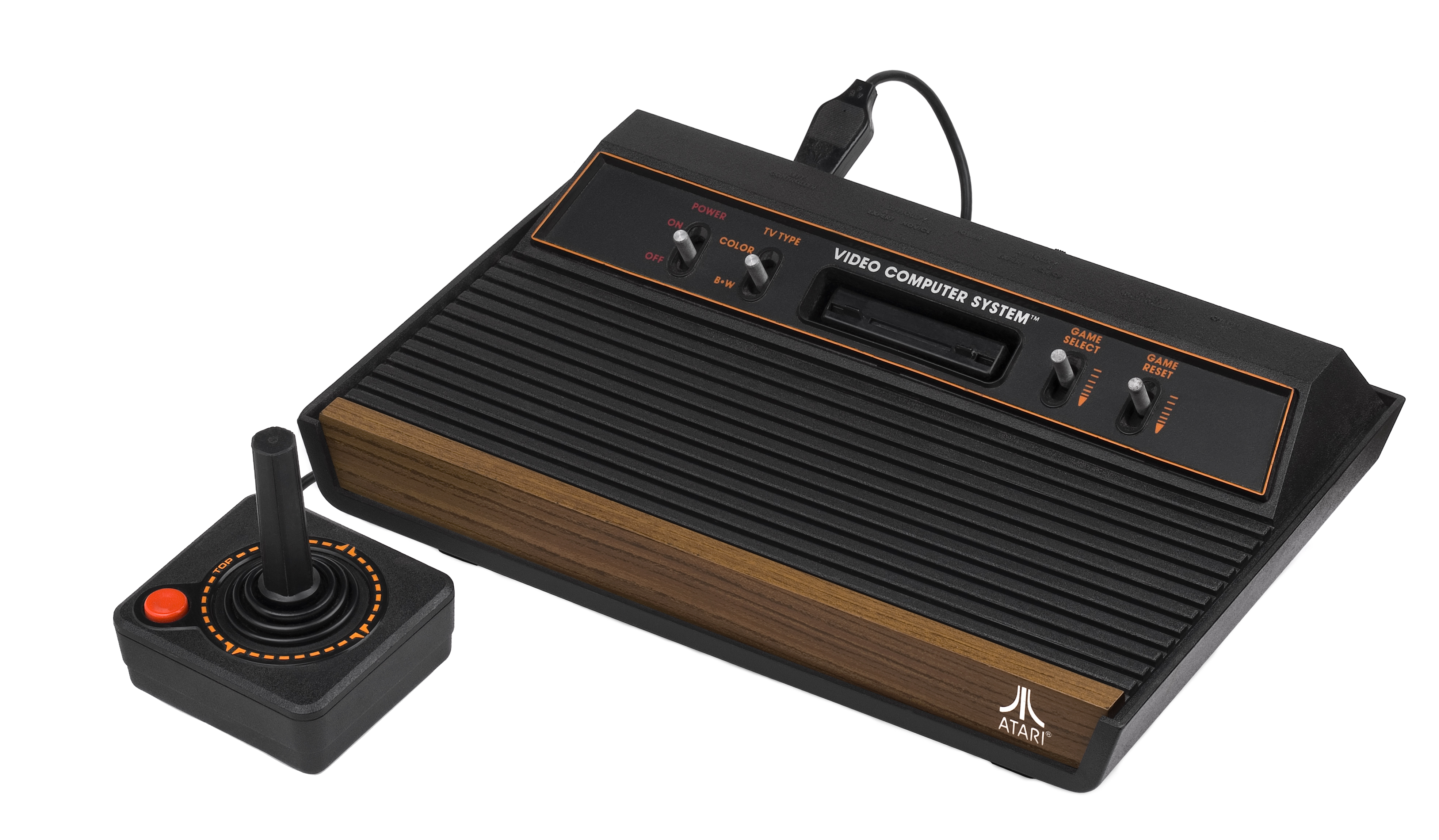
Az Atari 2600 volt a második generáció legnépszerűbb konzolja.

1976-ban megjelent a Fairchild Video Entertainment System (VES). A VES úttörő konzol volt a maga idejében. Habár már korábban is léteztek konzolok, amelyek cartridge-et használtak, de ezek vagy üresek voltak és csak átkapcsoltak a konzolba beépített játékok között, vagy maga a konzol volt üres, és a cartridge-ek tartalmazták a játék teljes kódját. A VES ezzel szemben programozható mikroprocesszorral rendelkezett, így a cartridge-ek egy egyszerű ROM-chipet tartalmaztak, melyeken a mikroprocesszor utasításait rögzítették.
Az RCA és az Atari nem sokkal később kiadta a saját cartridge-ra épülő konzoljait.

#### A piac 1977-es összeomlása
1977-ben a gyártók kénytelenek voltak veszteséggel értékesíteni a termékeiket, hogy megszabaduljanak a készleteiktől. Ez telítette a piacot, így a Fairchild és az RCA cégek is felhagytak a konzolfejlesztéssel. Csak az Atari és a Magnavox tudott megmaradni a konzolpiacon, habár mind 1977-ben és 1978-ban nagy veszteséget könyvelhettek el.

#### A piac újjászületése
A VESt a piac 1977-es összeomlása után is bevétellel tudták eladni, majd a Bally (Home Library Computer, 1977) és a Magnavox (Odyssey², 1978) is kiadta a saját cartridge-ra épülő konzoljait. Ennek ellenére a konzolpiac csak 1980-ban éledt fel teljesen, amikor az Atari 2600 konzolján megjelent a Space Invaders játék. Több vásárló csak azért vette meg az Atari konzolját, hogy otthon is játszhassa a Space Invaders-t. A játék váratlan sikere arra ösztönözte a konzolgyártókat, hogy kizárólagos jogot gyakoroljanak az arcade-játékok kiadása fölött.
Az 1980-as évek elején további cégek kezdtek gyártani konzolokat, ezek közül több fejlettebb volt az Atari 2600-nál. Az 1980-as évek elején azonban az Atari megtartotta piacvezető pozícióját.

#### A piac 1983-as összeomlása
1983-ban a videójáték-piac egy, az előzőnél sokkal súlyosabb összeomlást élt át. A konzolok tömege, a rossz minőségű videójátékok, az Atari egyes játékainak túlreklámozása (E.T., Pac-Man) és az asztali számítógépek elterjedése mind a konzolok iránti érdeklődés csökkenéséhez vezetett. A legtöbb videójáték-gyártó csődöt jelentett vagy más iparágakba lépett be. A Mattel Electronics eladta az Intellivision jogait az INTV Corporation-nek, akik 1991 végéig fejlesztettek játékokat a konzolra. A többi észak-amerikai konzol fejlesztése leállt 1984-re.

### Harmadik generáció (1983–1990)

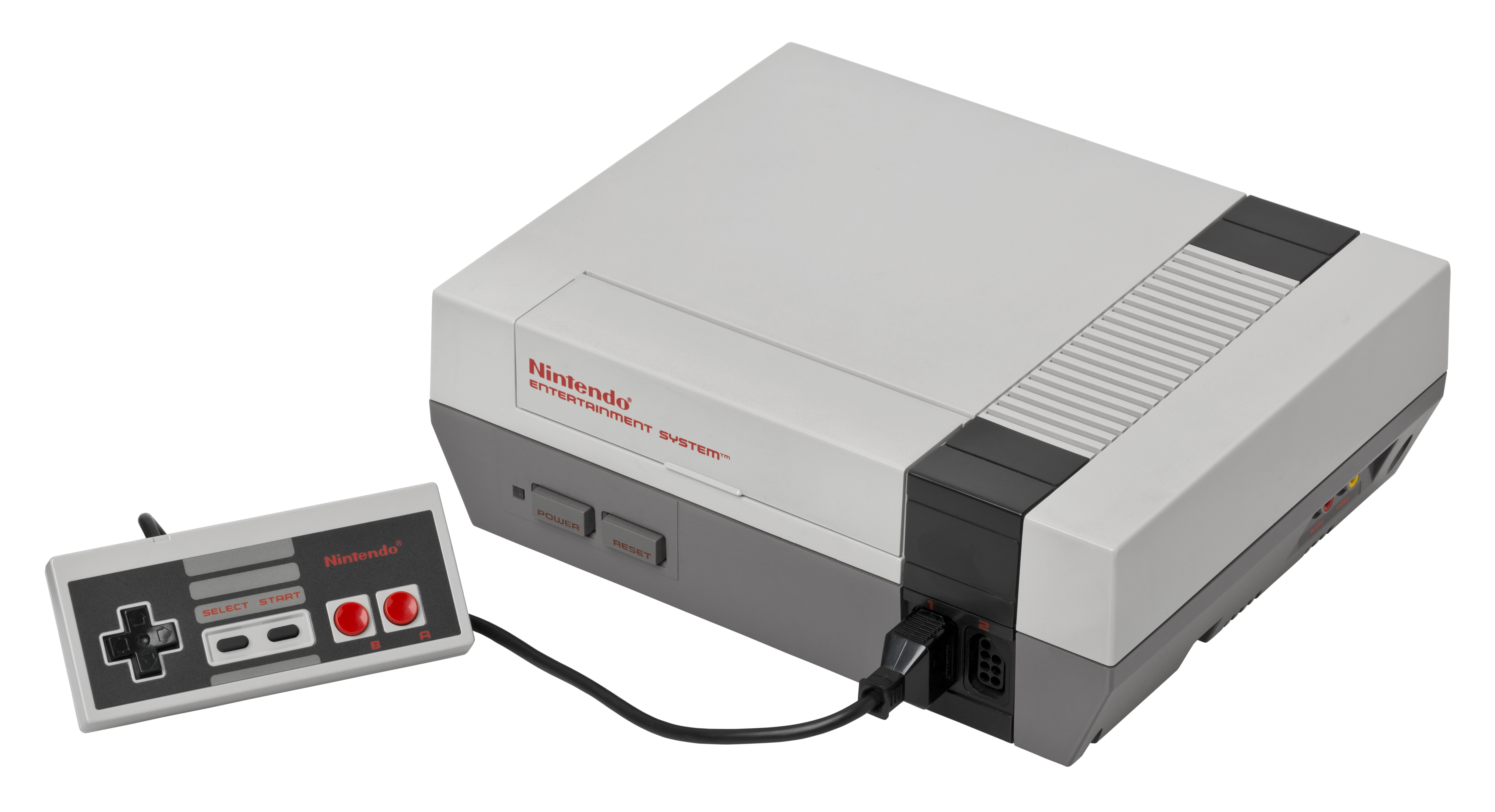
A videójáték-piacot a NES támasztotta fel.

1983-ban a Nintendo Japánban piacra dobta a Family Computer-t (Famicom). A ColecoVisionhez hasonlóan a Famicom támogatta a nagyfelbontású sprite-okat és a hátteret, de több színnel. Ez lehetővé tette, hogy a Famicom-játékok hosszabbak és jobb grafikájúak legyenek. A Nintendo a Famicom konzolt 1985-be mutatta be az Egyesült Államokban, Nintendo Entertainment System (NES) néven. Az Egyesült Államokban ekkorra a videójátékokat már letűnt hóbortnak tartották. Hogy saját terméküket megkülönböztessék a korábbi konzoloktól, a Nintendo egy elöl behelyezendő cartridge-ot használt (hasonlót, mint a VCR). A NES csomagolásához tartozott a Super Mario Bros. játék és a Zapper játékkonzol-pisztoly. Az R.O.B. kiegészítőt különálló termékként, és a NESszel közösen is meg lehetett vásárolni.
Akárcsak a Space Invaders az Atari 2600 esetében, a NESnél a Super Mario Bros. játék hozta meg a nagy áttörést. A Nintendo sikere felélesztette a videójáték-ipart, az elkövetkező években pedig új konzolok jelentek meg a NES konkurenciájaként.
A Sega Master System-e eredetileg azért készült, hogy legyőzze a NESt, de az Egyesült Államokban sosem ért el nagy részesedést a piacon, sokkal jobban teljesített azonban a PAL-területeken, elsősorban Brazíliában.

### Negyedik generáció (1987–1996)
A Sega jelentős piaci részesedésre a Mega Drive-val tett szert, amely 1988. október 29-én jelent meg Japánban, az Egyesült Államokban 1989 augusztusában (Sega Genesis névvel), Európában pedig 1990-ben, két évvel a Super Nintendo Entertainment System (SNES) megjelenése előtt. Akárcsak az Atari 2600-nak és a NES-nek is megvolt a maga sikeres játéka, a Sega konzolaira is megjelent a Sonic the Hedgehog, amely a Super Mario Bros. nagy vetélytársa lett.
A Sega kiadta a Mega Drive-hoz a Sega Mega-CD-t (Észak-Amerikában Sega CD-ként ismert), amely lehetővé tette a nagyobb memóriaigényű játékok tárolását. Később megjelent a Sega 32X is, amely biztosította az ötödik generációra jellemző sokszög-feldolgozást. Ennek ellenére a bővítmény kereskedelmi kudarc volt, mivel nem állt rendelkezésre kellő szoftver-támogatás.
A negyedik generáció további konzoljai a NEC TurboGrafx-16-je és az SNK Playmore Neo Geo-ja.

### Ötödik generáció (1993–1999)

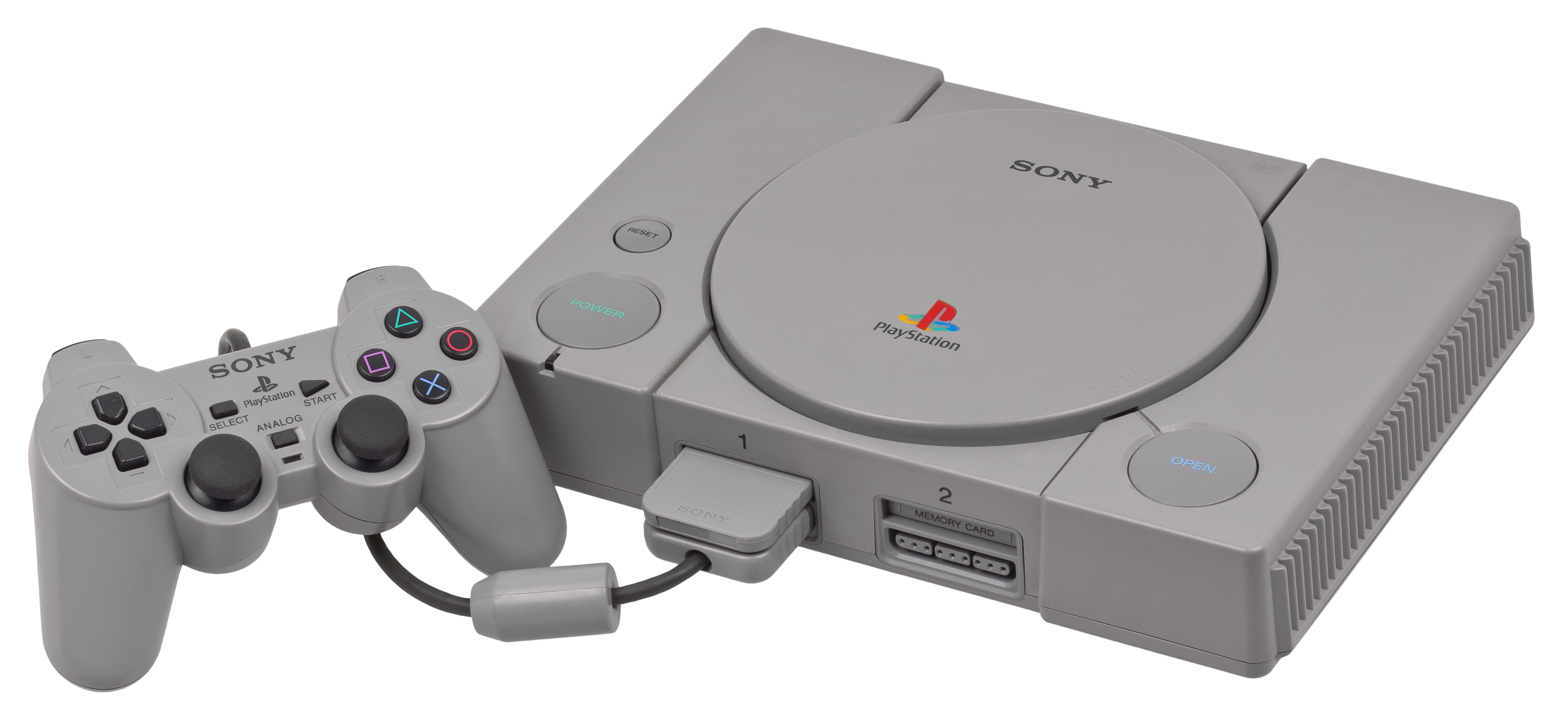
A Sony PlayStationje volt az ötödik generáció legnépszerűbb konzolja. Több, mint 100 millió példányban kelt el.

Az első ötödik generációs konzol a 3DO és az Atari Jaguar volt. Mindkettő sokkal erőteljesebb volt a Super Nintendo Entertainment Systemnél vagy a Mega Drive-nál; jobban kezelték a sokszögeket, több színt voltak képesek megjeleníteni, a 3DO pedig olyan lemezeket használt, melyek sokkal több információt tudtak tárolni, mint a korábbi cartridge-ok, és olcsóbbak is voltak. Egyik konzol sem jelentett igazán nagy konkurenciát a Segának vagy a Nintendónak. A 3DO ára meghaladta az SNES és a Mega Drive együttes árát, a Jaguarra való programozás pedig rendkívül összetett volt, így nem volt játék, ami kihasználta volna a nagyobb teljesítményt. Mindkét konzol fejlesztését már 1996-ban leállították. A Bandai bemutatott egy Macintoshra épülő konzolt, az Apple Bandai Pippin-t, mely sokkal inkább volt egy olcsó számítógép, mint egy fejlett konzol. A készülék nagyon rosszul teljesített a piacon.
A Nintendo olyan játékokat adott ki, mint a Donkey Kong Country, mely sokkal több árnyalatot tudott megjeleníteni (ez az ötödik generációs konzolok sajátossága volt) azáltal, hogy leszűkítette a képernyőn megjelenített árnyalatok számát. Egy másik jelentős játék a Star Fox volt, amelynek cartridge-e egy extra chipet tartalmazott a poligonális grafika megjelenítésére. A Sega hamar felzárkózott olyan játékokkal, mint a Vectorman vagy a Virtua Racing.
Az ötödik generációs konzolok igazán nagy népszerűségre a Sega Saturn, a PlayStation, valamint a Nintendo 64 megjelenése után tettek szert. A Saturn és a PlayStation CD-kről olvasta be a játékokat, míg az N64 cartridge-eket használt. Mindhárom jóval olcsóbb volt a 3DO-nál, és programozásuk egyszerűbb volt, mint a Jaguaré.
- A 3DO 1993. október 4-én jelent meg Észak-Amerikában, majd 1994. március 20-án Japánban. Habár megjelenését nagy felhajtás övezte, hamar eltűnt a piacról az alacsony érdeklődés miatt. A rendszer technológiailag fejlettebb volt a kor többi konzoljánál, de a túltelített piac és a közel 700 dolláros ár miatt nem tudott érvényesülni. A 3DO egyedisége volt, hogy a gyártási jogokat több gyártó is megkapta, a 3DO cég pedig csak a specifikációkat szolgáltatta, így egy időben több kinézetben is megjelent a konzol.
- Az Atari Jaguar azért jelent meg, hogy meggyengítse a Nintendo és a Sega pozícióját. Az Atari célja az volt, hogy egy erőteljesebb konzollal lehagyhatják a többi gyártót és egy technológiailag sokkal fejlettebb rendszert adhatnak a vásárlóknak. A Jaguar több ok miatt is sikertelen maradt. A programozása bonyolult volt, így nem voltak külső fejlesztők; az előző rendszerek képesek voltak megtartani népszerűségüket. A Jaguar végét a Sega Saturn és a PlayStation 1995-ös megjelenése jelentette. A Jaguar sikertelensége nehéz anyagi helyzetbe sodorta az Atarit, így kénytelen volt egybeolvadni a JTS Inc.-kel, így hozva létre a JTS Corporationt. Az egyesülés gyakorlatilag véget vetett a cégnek, ami ezek után már csak apró fejlesztéseket végzett a Jaguaron, és eladta az Atari fejlesztéseit.
- A Sega Saturn 1994. november 22-én jelent meg Japánban, Észak-Amerikában 1995. május 11-én, Európában pedig 1995. július 8-án. Ez volt az első önálló Sega rendszer, amely CD-ről olvasta volna a videójátékokat, valamint egy két chipes processzort használt. A két chipre való programozás nehézsége okozta a konzol hanyatlását. A Saturn mérsékelt sikernek bizonyult, de elhalványította a Sony és a Nintendo dominanciája. A Saturn fejlesztését 1998-ban állították le, a Sega utolsó konzolja, a Dreamcast megjelenésekor.
- Amiga CD32 kiadási dátuma 1993. Kb. fél évig gyártották a Commodore cég csődjéig. Nagyjából 100.000 példányt adtak el.
- A Sony PlayStationje 1994. december 3-án jelent meg Japánban, 1995. szeptember 9-én Észak-Amerikában, 1995. szeptember 29-én Európában, valamint 1995. november 15-én Ausztráliában. A PlayStation egy Sony és Nintendo közti együttműködés sikertelenségének terméke. Az együttműködés célja egy CD-bővítmény kifejlesztése lett volna az SNES számára. A Nintendo végül a Philipsszel állapodott meg (Philips CD-i); a Sony pedig saját termékeként adta ki a terméket. A PlayStationnek minden egyes generációban elkészült egy újabb változata, így a Sony nagy elismerést szerzett, mint konzolgyártó cég. A PlayStation volt az első videójáték-rendszer, amelyből több, mint 100 millió példányt értékesítettek. A sikerhez hozzájárult a Crash Bandicoot játék is. A Sony 2000. július 7-én mutatta be a PlayStation egy kisebb változatát, a PSone-t.
- A Nintendo 64 1996. június 23-án jelent meg Japánban, 1996. szeptember 29-én Észak-Amerikában, 1997. március 1-jén pedig Európában és Ausztráliában. Ez volt az egyetlen sikeres 64 bites konzol (a korábban megjelent Atari Jaguartól eltekintve). A generáció többi konzoljától eltérően az N64 továbbra is ROM-cartridge-ot használt, amit sokan a játékélmény akadályának véltek, mivel a cartridge-ek memóriája sokkal alacsonyabb volt, ráadásul drágábbak is voltak az optikai médiumoknál. A Nintendo azzal védte döntését, hogy a cartridge-ok nem annyira sebezhetőek, a rajtuk tárolt adatok betöltése gyorsabb, és menteni is lehet rájuk adatokat.

### Hatodik generáció (1998–2006)

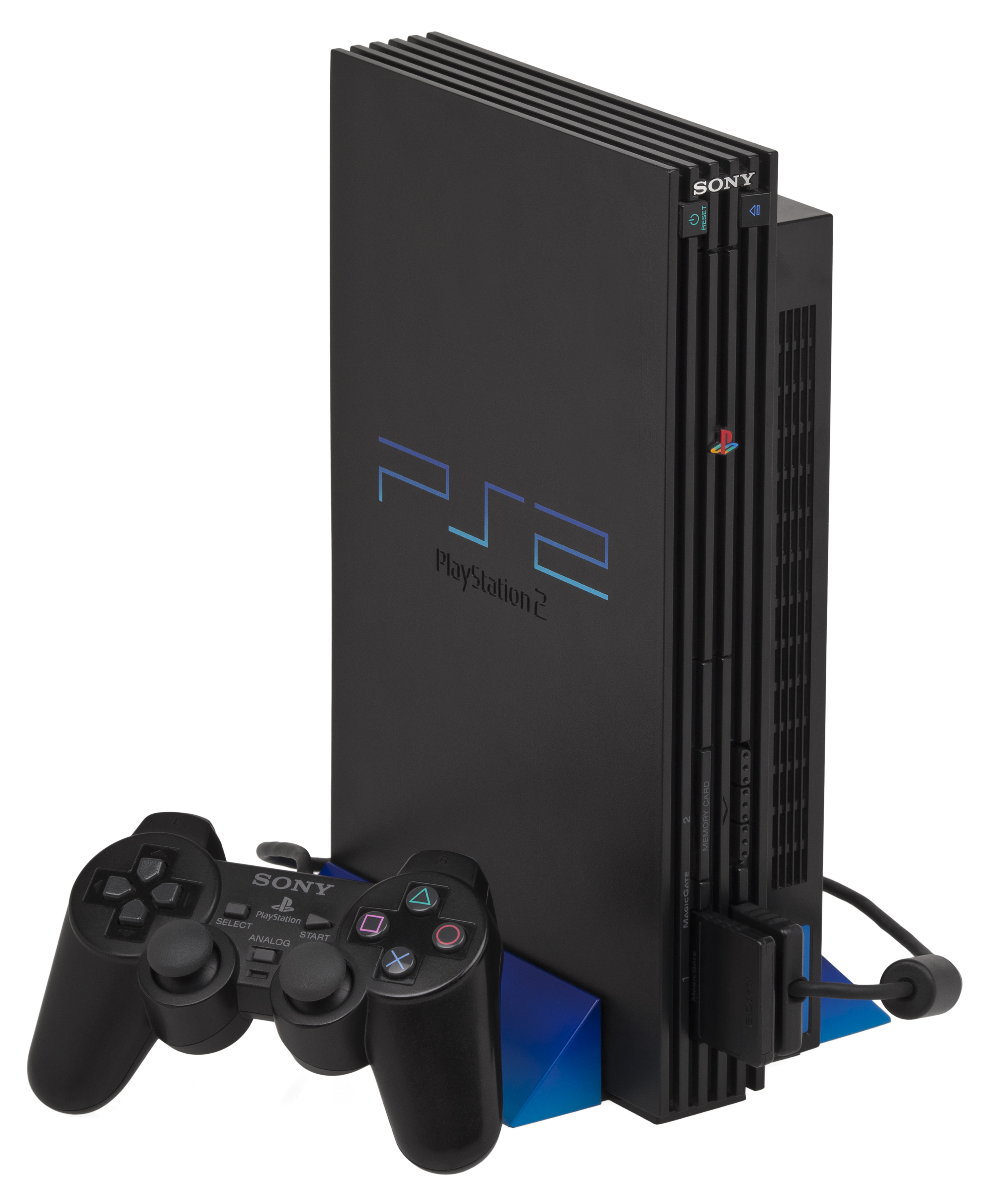
Több, mint 155 millió eladott példánnyal a Sony PlayStation 2 mind idők legtöbb példányban elkelt konzolja.

Ebben a generációban a gyártók a számítógépekéhez hasonló felépítést alkalmaztak a konzolaik elkészítésénél, a játékokat pedig DVD-kről olvasták be. Ez hosszabb és vizuálisan kidolgozottabb játékokat eredményezett. Továbbá ebben a generációban kezdődtek meg a kísérletek az online videójátékokkal, valamint a játékadatok flash- és merevlemez-memórián való tárolásával.
- A Sega Dreamcast 1998. november 27-én jelent meg Japánban, 1999. szeptember 9-én az Egyesült Államokban, 1999. október 14-én Európában, valamint 1999. november 30-án Ausztráliában. Ez volt a cég utolsó konzolja, és a generáció első olyan konzolja, aminek a fejlesztését később leállították. A Sega egy speciális optikai adattárolót használt, a GD-ROM-ot. Ezek a lemezek azért készültek, hogy elejét vegyék a kalózkodásnak, amely nagyon egyszerű volt az előző generáció konzoljain; nem telt sok időbe, mire ezt a rendszert is feltörték. A konzol képes volt csatlakozni az internethez, így lehetségessé vált az online játék. A Dreamcast gyártását 2001 márciusában állították le, a Sega pedig szoftverek gyártására állt át.
- A Sony PlayStation 2 2000. március 4-én jelent meg Japánban, 2000. október 26-án az Egyesült Államokban, 2000. november 24-én Európában, Ausztráliában pedig 2000. november 30-án. Ez volt a nagy sikereket elért PlayStation utóda, valamint az első konzol, ami képes volt DVD-k olvasására. Akárcsak az eredeti PlayStationt 2000-ben, a Sony 2004-ben elkészítette a konzol egy kisebb változatát. A PlayStation 2-ből több mint 150 millió példányt adtak el,[3] ezzel minden idők legsikeresebb asztali játékkonzolja, valamint minden idők második legsikeresebb játékkonzolja.
- A Nintendo GameCube-ja 2001. szeptember 15-én jelent meg Japánban, 2001. november 18-án az Egyesült Államokban, 2002. május 3-án Európában, Ausztráliában pedig 2002. május 17-én. Ez volt a cég negyedik asztali videójáték-konzolja, az első, amely optikai adattárolót használt a korábbi cartridge-ok helyett. A GameCube nem a standard 12 cm-es DVD-ket olvasta, hanem a kisebb, 8 cm-es optikai lemezeket. A Gamecube Game Boy Player bővítmény kiadásával az összes Game Boy-ra, Game Boy Color-ra és Game Boy Advance-ra kiadott cartridge lejátszható lett a konzolon. A Nintendo GameCube gyártása 2007-ben ért véget, a Wii megjelenésével.
- A Microsoft Xbox-a 2001. november 15-én jelent meg az Egyesült Államokban, 2002. február 22-én Japánban, 2002. március 14-én pedig Európában és Ausztráliában. Ez volt a cég első videójáték-konzolja, továbbá az első konzol saját merevlemezzel a játékadatok tárolására. Megjelenésekor teljesítménye hasonló volt az akkori leggyengébb számítógépekéhez. A konzol és kontrollere méreteit ért kritikák ellenére nagy sikereket ért el, részben a Halo franchise-nak köszönhetően. Az Xbox volt az első Ethernet porttal rendelkező konzol, és nagysebességű online játékélményt kínált az Xbox Live szolgáltatáson keresztül.

### Hetedik generáció (2005–2013)

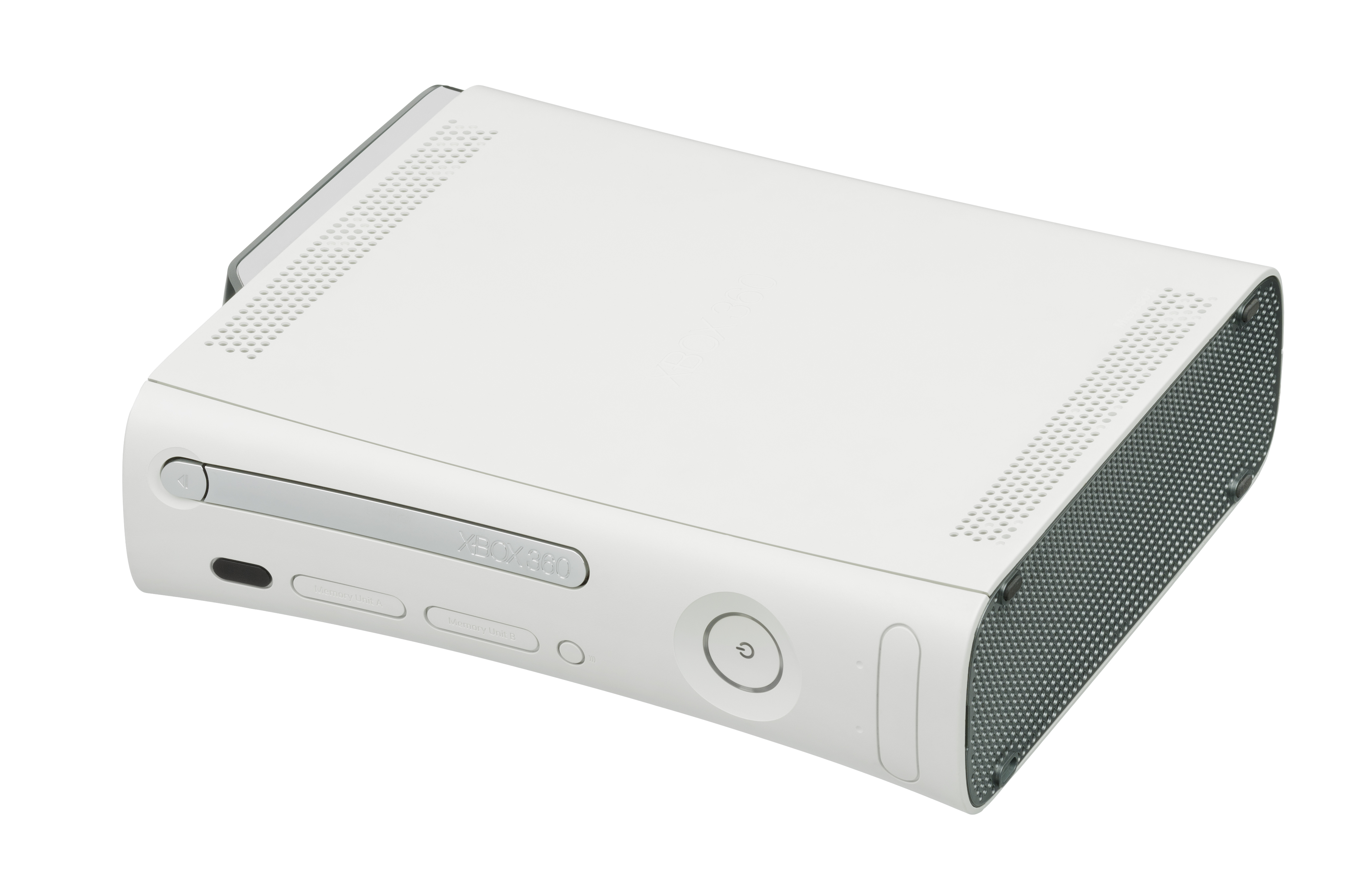
A hetedik generáció az Xbox 360 megjelenésével kezdődött el.

Az ebben a generációban bemutatott új funkciók közé tartozik az új típusú lemezek, a Blu-ray disc (PlayStation 3) és HD DVD (Xbox 360 egy 200 dolláros bővítményen keresztül; ennek gyártását leállították). Egy további új technológia a mozgásérzékelés. Minden hetedik generációs konzol vezeték nélküli kontrollerrel jelent meg. Ebben a generációban jelent meg a Nintendo DS és a Nintendo DSi, az első kézi konzolok érintőképernyővel és kamerával.
- A generációt a Microsoft Xbox 360 konzoljának megjelenése jelentette: 2005. november 22-én az Egyesült Államokban, 2005. december 2-án Európában, december 10-én Japánban, 2006. március 23-án pedig Ausztráliában. A PlayStation 3 megjelenéséig ennek a konzolnak volt a legerősebb processzora. Habár az eredeti Xbox 360 nem rendelkezett beépített merevlemezzel, a később megjelent modellek már ezzel együtt készültek el. Az Xbox 360 meghajtója egy DVD9-olvasó, amely lehetővé teszi filmek lejátszását is. A konzolhoz legfeljebb négy vezeték nélküli kontroller kapcsolható a standard 2,4 GHz-es spektrumon. Három változat gyártását állították le: az "Arcade", a "Pro" és az "Elite" konzolokét. A jelenleg forgalomban levő "Slim" verziónak három konfigurációja létezik: egy 4GB-os SSD, egy 250, illetve egy 320 GB-os HDD változat. A konzol mozgásérzékelő képességeit "Kinectnek" hívják.
- A Sony PlayStation 3 konzolja 2006. november 11-én jelent meg Japánban, november 17-én Észak-Amerikában, Európában és Ausztráliában pedig 2007. március 23-án. Minden PlayStation 3 rendelkezik merevlemezzel, és képes Blu-ray discen tárolt játékok és filmek lejátszására. Ez volt az első videójáték-konzol teljes HDMI kimenettel, lehetővé téve ezzel az 1080p felbontást. Bluetoothon keresztül hét kontroller kapcsolható a konzolhoz. Mára a konzol hat különböző változatának gyártását állították le: 20 GB HDD verzió (Európában és Ausztráliában sosem jelent meg), 40 GB HDD verzió, 60 GB HDD verzió (Európában és Ausztráliában sosem jelent meg), 80 GB HDD verzió (csak némely országban), egy "slim" 120 GB HDD verzió és egy szintén "slim" 250 GB verzió. Jelenleg két változat van forgalomban: "slim" 160 GB HDD és "slim" 320 GB HDD változat. A merevlemez felcserélhető egy Serial ATA meghajtóval, és a konzol támogatja különböző hordozható tárolóeszközök csatlakoztatását: Memory Stick, Memory Stick Pro, Memory Stick Duo, Memory Stick PRO Duo, USB, SD, MiniSD és CompactFlash (a 80 GB-s változatokig). A slim PlayStation 3 konzolok már nem támogatta a hordozható adattárolókat. A konzol mozgásérzékelést támogató kiterjesztése a "PlayStation Move". A kontrollerek mozgását egy kamera érzékeli. A legújabb frissítéseknek köszönhetően a PlayStation 3 támogatja a 3D Blu-ray filmeket és 3D játékokat.
- A Nintendo Wii konzolja 2006. november 19-én jelent meg Észak-Amerikában, december 2-án Japánban, december 7-én Ausztráliában és december 8-án Európában. Japánon kívül mindenütt tartalmazza a Wii Sports játékot. A generáció többi konzoljától eltérően a Wii nem rendelkezik belső merevlemezzel, ehelyett egy 512 MB belső Flash memóriát használ, valamint támogatja hordozható SD kártyák olvasását. A maximum felbontás 480p, ezzel a generáció egyetlen konzolja, amely nem támogatja a HD minőséget. Az alacsony ára mellett jellegzetessége még az egyedi Wii Remote kontroller, amely egy TV-távirányítóra hasonlít. A mozgást infravörös fény segítségével érzékeli. Akárcsak a Nintendo hordozható konzoljai, ez is teljes mértékben kompatibilis a korábbi Nintendo konzolokkal, így képes lejátszani GameCube játékokat, valamint képes a GameCube kontrollerek és legfeljebb két memóriakártya csatlakoztatását. Támogatja a Virtual Console-t, amely segítségével korábbi játékokat vásárolhat meg és tölthet le a felhasználó, akár a vetélytársaktól is. A konzol legújabb kiegészítője a Wii Motion Plus, amely egy érzékenyebb mozgásérzékelő. A Wii négy színben jelenik meg: fehér, kék, fekete és piros. A jelenlegi modellek tartalmazzák a Wii Sports, Wii Sports Resort játékokat és a Wii Motion Plus kontrollert.

### Nyolcadik generáció (2013–2016)

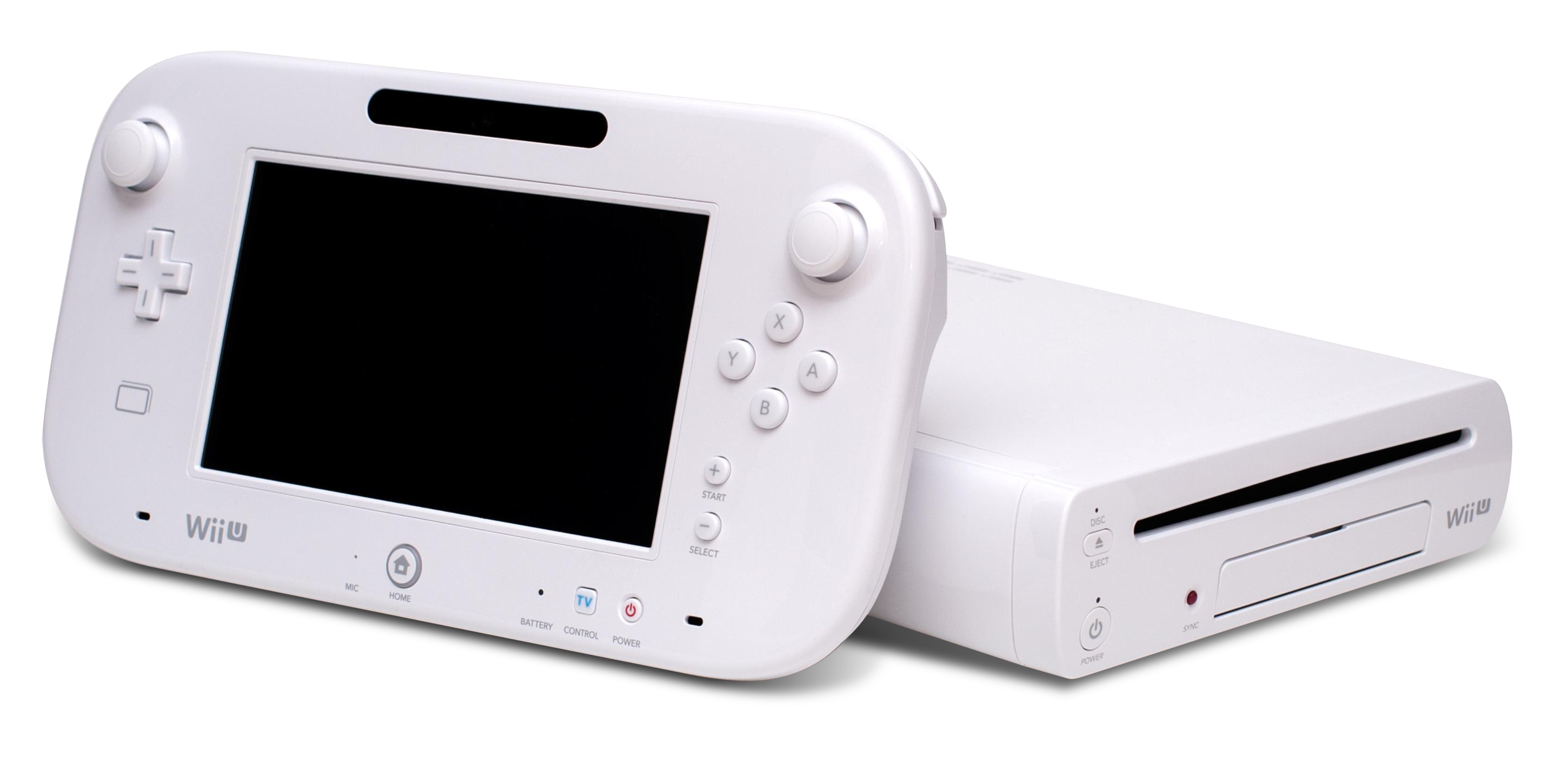
A Wii U volt az első nyolcadik generációs videójáték-konzol.

A szokásos hardware-fejlesztések helyett a nyolcadik generáció konzoljai a más médiákkal való kompatibilitásban fejlődtek. A Nintendo 3DS az első konzol, amely szemüveg használata nélkül képes 3D-s kép megjelenítésére. A Wii U képes volt nagyobb minőségű HD-t megjeleníteni 60 fps-sel, mellé egy olyan kontroller jelent meg, ami növeli a valóságérzetet játék közben. Az első Android alapú konzol, az Ouya 2013. június 25-én jelenik meg. A Valve Corporation konzolja, a Steambox 2013 végéig jelenik meg. A generáció további konzoljai a PlayStation 4, valamint az Xbox One.

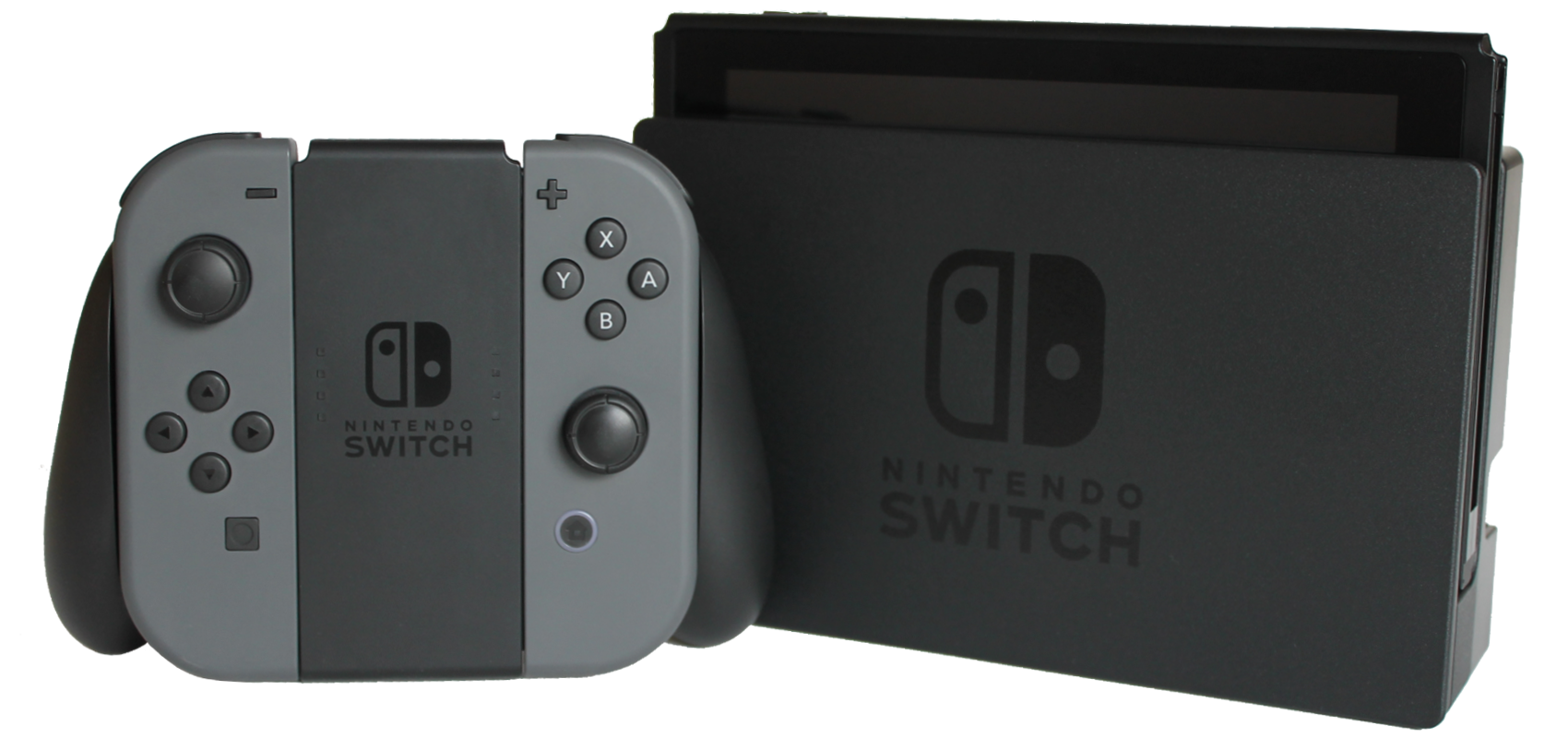
A Nintendo legújabb konzola, a Nintendo Switch hordozható és házi konzol is egyben.

| Név           | Megjelenés ideje  | Kiadó     | Bemutatkozó ár |
| ------------- | ----------------- | --------- | -------------- |
| Wii U         | 2012 November 18. | Nintendo  | 300 USD        |
| PlayStation 4 | 2013 November 15. | Sony      | 400 USD        |
| Xbox One      | 2013 November 22. | Microsoft | 500 USD        |

### Kilencedik generáció (2017-20XX)
• Az előző generáció konzoljai sokkal nehezebben kezelték a játék laggolás nélküli lejátszását, ez inkább a PlayStation 4-re és az Xbox One-ra volt jellemző. Ezután a Nintendo bejelentette, hogy az új konzolja    (kódnevén "Nintendo NX") az előző konzolok tulajdonságait fogja felhasználni, és továbbfejleszti őket. 2017. március 3-án adták ki Nintendo Switch néven. A konzol kijelzője egy táblagéphez hasonlított, amelyhez két Joy-Con-t lehetett csatlakoztatni, ezek tartalmazták a konzol gombjait és a Wii-éhez hasonló két infravörös mozgásérzékelőt. A kijelzőhöz csatlakoztatott Joy-Con-okat hordozhatni lehet, és a kijelző képes 720p megjelenítésére, így lett belőle az első portable HD konzol.  A Switch Pro kontrollerhez is hozzá lehet csatlakoztatni a Joy-Con-okat, lehetővé téve akár 8 kontrollert csatlakoztatni egy készülékhez. Ez a konzol házi felhasználású része.
A Microsoft 2019. december 12-én jelentette be 9. generációs konzolját Xbox Series X néven, amit korábban Project Scarlett-ként futott. A konzol képes lesz a Ray Tracingre, felhő alapú játékra (Project X-Cloud), natív 4k-felbontásra 120fps-sel, és teljes visszafelé kompatibilitásra a korábbi Xboxokkal (az xbox one kontrollereit, kiegészítőit mind támogatja). Két cím biztosan jön az új konzolra: Hellblade 2 és a Halo Infinite. Ezek mellett továbbra is áll a 2020 végi megjelenés.
A Sony 2019. október 8-án erősítette meg a PlayStation 5-öt, amiről kevesebbet tudunk, mint a riválisáról. A Ps5 is képes lesz 8k-ra és natív 4k-ra is alkalmas magas képkockasebességgel, de eddig csak a Devkitet láttuk (tehát még nincs meg a hivatalos konzol dizájn), de a kontrollerben (a szabadalma kiszivárgása végett) biztosak lehetünk, ezek mellett tudhatjuk, hogy visszafelé kompatibilis lesz valamennyi PS4-játékkal. Első játékát hivatalosan 2019 December 14-én jelentették be, ami a Godfall nevet kapta.

## Bitek
Minden egyes új generáció felhasználta a számítástechnika aktuális újdonságait. Az új konzolok több színt és sprite-ot voltak képesek megjeleníteni, valamint új grafikus technológiát használtak, mint például a méretezés vagy a vektorgrafika. Ezeket a fejlődéseket a gyártók a bitek számával jelezték a vásárlóknak. Az első konzolok, amelyeket a 16 bites processzorukkal reklámoztak, a TurboGrafx-16, a Sega Genesis és a SNES voltak. A videójáték-konzolok negyedik generációját éppen ezért is nevezik 16 bites érának, míg az előző generációt 8 bites érának.
A "konzol" bitjeinek száma a konzol processzorának belső szóhosszát adta meg (habár néha eltértek ettől: a TurboGrafx-16 csak egy 8 bites processzorral rendelkezett, a Genesis pedig a 16/32 bites Motorola 68000-t használta, de mindkettő grafikus processzora 16 bites volt). Mivel a grafikus teljesítményt több dolog is befolyásolja, a bitek használata nem jelezte pontosan a konzolok valódi teljesítményét. Például a NES, a Commodore 64, az Apple II és az Atari 2600 is nagyon hasonló 8 bites processzort használt, mégis különböző teljesítményűek voltak.
A 8, 16 és 32 bites konzolok között nagy előrelépés történt a teljesítmény terén, ezért az egyes generációk konzoljaira gyakran 8 bites, 16 bites és 32 bites konzolokként hivatkoznak. Ma már a bitek száma nincs nagy befolyással a konzol teljesítményére.

## Játékok forgalmazása

### Cartridge-ek

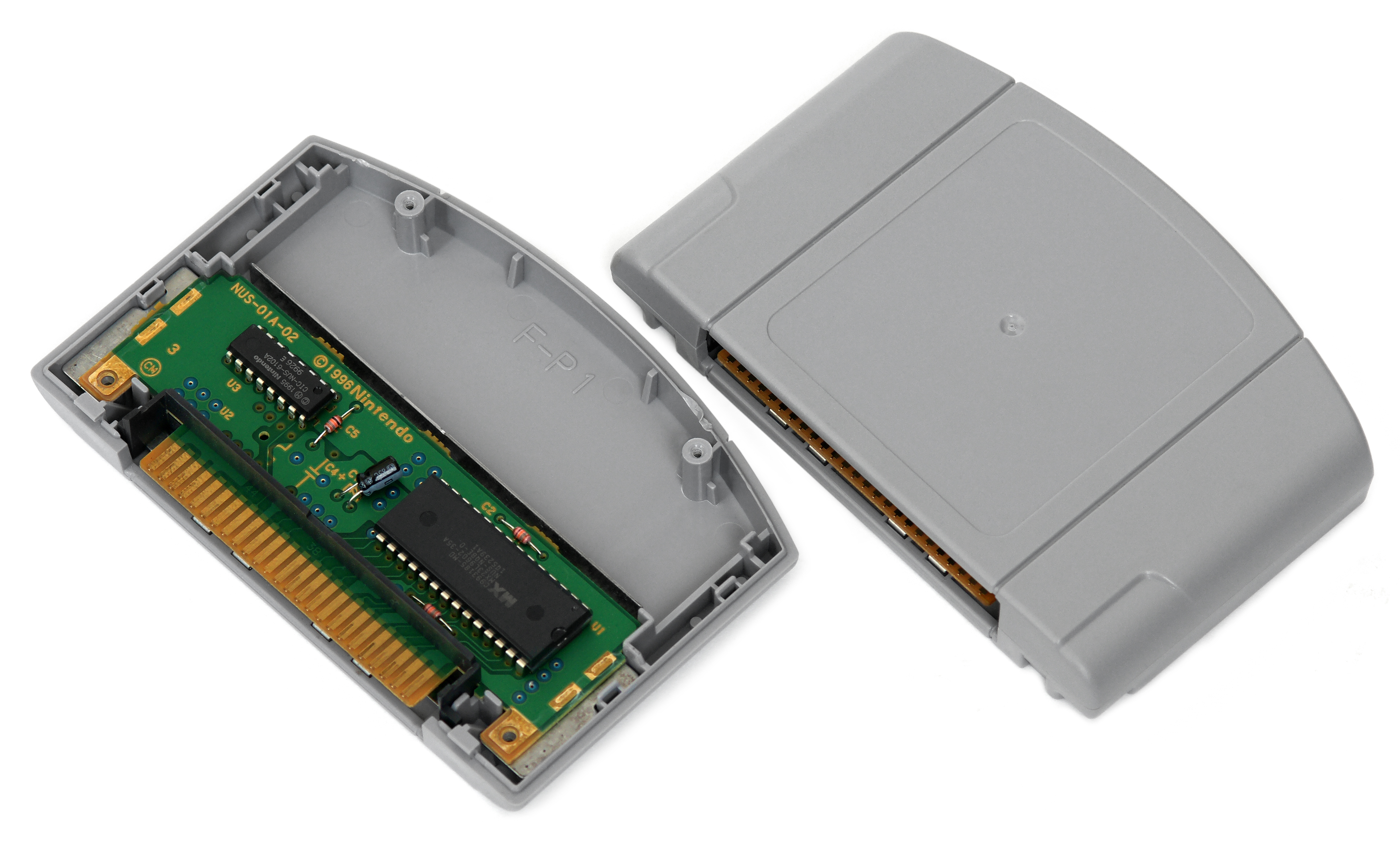
Egy Nintendo 64-cartridge.

A videójátékok cartridge-ei egy nyomtatott áramkörből állnak, ezt egy műanyag borítás védi. A cartridge egy csatlakozón keresztül kommunikál a konzollal. Az áramkör többféle elemet tartalmazhat. Mindegyik tartalmaz azonban egy ROM-ot a játékszoftverrel. Több cartridge tartalmaz továbbá olyan elemeket, amelyek növelik a konzol eredeti teljesítményét (RAM, processzor). A cartridge-en találhatóak olyan elemek is, amelyek a konzol funkcionalitását javítják. Ez elsősorban a kézi játékkonzolokra igaz, amelyek nem különálló kontrolleren keresztül kommunikálnak a felhasználóval.
A cartridge-ek voltak ez első külső memóriák, amelyeket a házi konzolok használtak. Egészen 1995-ig ezek voltak a legelterjedtebb memóriák (az utolsó játékkonzol, amely cartridge-eket használt a Nintendo 64 volt). A magas gyártási költségek miatt a 21. század első éveiben fokozatosan átadták helyüket az optikai adattárolóknak, habár némely kézi konzolok még mindig cartridge-eket használnak.
A cartridge-ek néhány eleme (memória és processzor) megnehezítik emulátorokban való felhasználásukat.

### Chipkártyák
Némely konzolok, mint például a Sega Master System és a TurboGrafx-16 különböző chipkártyákat használtak külső memóriaként. Ezek a kártyák hasonló elven működtek, mint a cartridge-ek. Az információt egy chip tárolja, ezt egy műanyag borítás védi. A kártyák azonban sokkal tömörebbek és egyszerűbbek a cartridge-eknél. Ennek köszönhetően elkészítésük olcsóbb, méretük kisebb, de a felhasználási lehetőségük is limitált. A chipkártyák nem tartalmazhatnak bővítő elemeket, valamint nem megoldhatóak velük azok a technikák, amelyek a cartridge-ekkel.
A CD-k megjelenésével megszűnt az igény chipkártyákra. Az optikai lemezek több információt tárolhatnak, és elkészítésük is olcsóbb. A Nintendo GameCube és a PlayStation 2 memóriakártyákat használnak, míg a PlayStation Vita, Nintendo Ds és Nintendo 3DS konzolok továbbra is chipkártyákat használnak a játékok olvasására. A Nintendo sokáig cartridge-eket használt tartósságuk, kis méretük, stabilitásuk és alacsony energiafogyasztásuk miatt. Az első Nintendo konzol, amely chipkártyát használt, a DS volt, mivel az extra memória cartridge-ba építése a technológia fejlődése miatt fölöslegessé vált. A PlayStation Vita a Sony saját fejlesztéső memóriáját használja a játékok olvasására.

### Mágneses adattárolók
Az asztali számítógépek hosszú ideig használtak mágneses adattárolókat. Mind a szalagos meghajtók, mind pedig a flopik elterjedtek voltak az első mikrokomputerek között. Népszerűségük elsősorban annak volt köszönhető, hogy az olvasók bármilyen általuk olvasott adattárolóra tudtak írni is. A mágneses memória hátránya abban állt, hogy könnyebben sérült, mint a cartridge-ek vagy az optikai lemezek.
Az első konzolok, amelyek mágneses adattárolókat használtak, a Bally Astrocade és az APF-M1000 voltak; mindkettő kazettát olvasott. A Bally esetében ez lehetővé tette a játékok további fejlesztésének követését. Míg a mágneses adattárolók terjesztése limitált maradt, két népszerű konzol is támogatta ezt a formátumot. A Starpath Supercharger képes volt Atari 2600 játékok kazettáról olvasására. A Nintendo Family Computer Disk System-e 1985-ben jelent meg a japán piacon. A Nintendo olcsón árusította a lemezeket, melyekre a felhasználók akár ötszázszor játszhattak fel új játékokat.

### Optikai adattárolók
Az 1990-es évek közepén a gyártók átálltak a játékok optikai adattárolókon, elsősorban a CD-ROM-okon való forgalmazására. Habár ezeket a konzolok lassabban olvasták, mint a kor cartridge-eit, gyártásuk olcsóbb, tárolókapacitásuk pedig nagyobb volt. Az első CD alapú játékkonzolt a Sega adta ki, ez volt a Sega Mega-CD, amely 1991. december 12-én jelent meg Japánban. 1993-ban a Commodore kiadta az Amiga-CD32-t, ez volt az első 32 bites konzol. A 21. század elején már minden jelentősebb házi játékkonzol optikai adattárolókat használt, elsősorban DVD-ROM-ot, amely fokozatosan leváltotta a CD-ROM-okat. A PlayStation 3 a sokkal nagyobb kapacitású blu-ray lemezeket használja. Az Xbox 360 korábban HD DVD-t is olvasott.

### Internetes forgalmazás
Mindhárom hetedik generációs konzol (PlayStation 3, Wii és Xbox 360) támogatja a játékok internetes forgalmazását. Ez azt jelenti, hogy a felhasználók bizonyos díj fejében letölthetik a játékokat egy állandó adattárolóra (általában merevlemez vagy flash memória). Napjainkban már filmelőzetesek is elérhetőek ilyen formában.
- A Microsoft Xbox Live szolgáltatása magában foglalja az Xbox Live Arcade-ot és az Xbox Live Marketplace-t, melyeken klasszikus és egyedi játékok is letölthetőek. Az Xbox Live Marketplace-en elérhetőek továbbá sikerfilmek, filmelőzetesek is. Létezik egy "Indie Games" részleg is, ahol a kisebb játékfejlesztők forgalmazhatják termékeiket. Őket a felhasználók értékelik, nem pedig a Microsoft.
- A Sony internetes játéktára a PlayStation Network (PSN). Ingyenes online játékot, játékletöltéseket és filmelőzeteseket kínál. A PlayStation Home hálózati szolgáltatás 2008 decemberében indult. A Sony bejelentette továbbá egy videó/filmszolgáltatást és egy zenei szolgáltatást is.
- A Nintendo Virtual Console szolgáltatása lehetővé teszi a korábbi Nintendo konzolokra készült játékok futtatását a Wii-n, a Nintendo 3DS-en és a Wii U-n. A Nintendo továbbá egyedi tartalmat is szolgáltat az online áruházaiban (Wii Shop Channel, Nintendo DSi Shop, Nintendo eShop.
  - A Wii konzol esetében a Nintendo a készülő szoftverekről kínál információkat, elérhető egy időjárás-előrejelző szolgáltatás, egy hírcsatorna, valamint a felhasználók az interneten is böngészhetnek.
  - A nyolcadik generációs Nintendo konzolok (Nintendo 3DS és Wii U) a Nintendo Network szolgáltatásait használják fel. Ez lehetővé teszi klasszikus játékok, új játékok, játéktartalmak, különböző programok, demók, videók megvásárlását és letöltését a Nintendo eShop-on keresztül. A Nintendo saját közösségi hálózatot is indít Miiverse néven.